# باباامان
باباامان، روستایی از توابع بخش مرکزی شهرستان بجنورد در استان خراسان شمالی ایران است. دلیل نامگذاری این روستا این است که چند نفر به دنبال امامزاده ای بوده اند تا او را به قتل برسانند. امامزاده پیرمردی را به نام باباامان پیدا می کند و از درخواست کمک می کند ولی باباامان که پیرمردی سنگدل بوده است، سر او را از بدن جدا می کند

## جمعیت
این روستا در دهستان باباامان قرار دارد و براساس سرشماری مرکز آمار ایران در سال ۱۳۸۵، جمعیت آن ۵۶۷ نفر (۱۴۶خانوار) بوده‌است.

## زبان
در این روستا به زبان کردی صحبت می شود.